# Macrorhynchia meteor
Macrorhynchia meteor is een hydroïdpoliep uit de familie Aglaopheniidae. De poliep komt uit het geslacht Macrorhynchia. Macrorhynchia meteor werd in 1995 voor het eerst wetenschappelijk beschreven door El Beshbeeshy. 